# Basiothia clio
Basiothia clio är en fjärilsart som beskrevs av Fabricius 1793. Basiothia clio ingår i släktet Basiothia och familjen svärmare. Inga underarter finns listade i Catalogue of Life.